# گادفلش
گادفلش (به انگلیسی: Godflesh) یک گروه اینداستریال متال انگلیسی از بیرمنگام است. این گروه در سال ۱۹۸۲ با عنوان اصلی OPD (بعدها Fall of Because) تشکیل شد اما هیچ موسیقی کاملی منتشر نکرد تا اینکه در سال ۱۹۸۸ جاستین برودریک (گیتار، خواننده، برنامه‌نویسی) و بی. سی. گرین (بیس، برنامه‌نویسی) نام گروه را تغییر دادند و تصمیم گرفتند از ماشین درام برای پرکاشن آن استفاده کنند. با ادغام هوی متال با موسیقی اینداستریال و بعداً با موسیقی الکترونیک و داب، صدای گادفلش به‌طور گسترده‌ای به عنوان تأثیری اساسی بر سایر اینداستریال متال‌ها و آثار پست متال در نظر گرفته می‌شود و برای اکستریم متال و آوانگارد متال نیز قابل توجه است.
گروه در اواخر دههٔ ۱۹۸۰ با ایریک رکوردز قرارداد امضا کرد و اولین آلبوم خود را استریت‌کلینر (۱۹۸۹) منتشر کرد که مورد تحسین معاصر و ماندگار قرار گرفت. پس از انتشار آلبوم دوم خود، خالص (۱۹۹۲) و اولین آلبوم اصلی خود، بی‌خود (۱۹۹۴)، آنها شروع به آزمایش با درامرهای اجرای زنده و همچنین صداهای هیپ هاپ و بریک‌بیت کردند. آلبوم‌های حاصل، آهنگ‌های عشق و نفرت (۱۹۹۶) و ما و آنها (۱۹۹۹) و سرودها (۲۰۰۱) دنبال شدند که سبک گروه را ساده‌تر کرد. مدت کوتاهی پس از خروج گرین در سال ۲۰۰۲، برودریک به گادفلش پایان داد و پروژه‌های مختلف دیگری مانند گروه جسو را دنبال کرد. برودریک و گرین در سال ۲۰۰۹ گادفلش را اصلاح کردند و آلبوم‌های دنیایی که فقط با آتش روشن می‌شود (۲۰۱۴) و ارسال خود (۲۰۱۷) را منتشر کردند که مورد تحسین منتقدان قرار گرفت. نهمین آلبوم آنها، پاکسازی، در ژوئن ۲۰۲۳ منتشر شد.
به عنوان پیشگامان اینداستریال متال، صدای اولیه گادفلش با ضربات خشن ماشینی، بیس با تأکید بر تولید، گیتار تحریف شده و آوازهای پراکنده به شیوه‌ای پایین و از ته حلق تعریف شد. گروه در بیشتر دوران حرفه‌ای خود به‌عنوان دو نفره با برودریک و گرین اجرا می‌کردند که روی سازهای کوبه‌ای از پیش برنامه‌ریزی‌شده، معمولاً در پس‌زمینه‌ای از مناظر آخرالزمانی و شمایل‌نگاری مسیحی می‌نواختند. موسیقی گادفلش به ویژه سنگین و تلخ در نظر گرفته شده است، به طوری که استریت‌کلینر توسط چندین نشریه به عنوان یکی از سنگین‌ترین و بهترین آلبوم‌های متال نامگذاری شده است.

## تاریخچه گروه

### شکل‌گیری و سال‌های اولیه (۱۹۸۸–۱۹۸۲)

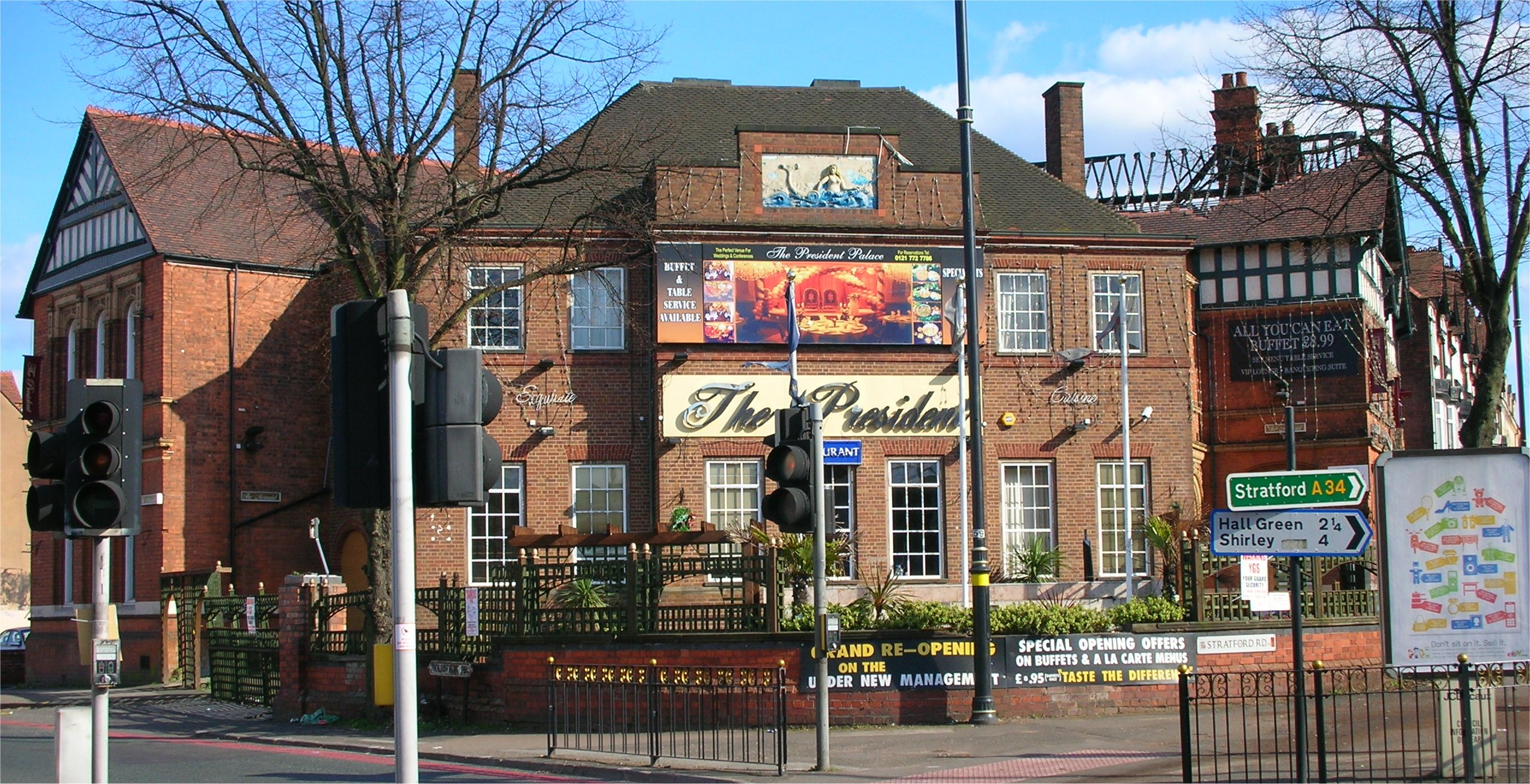
میخانۀ پری دریایی، محل اولین کنسرت Fall of Because با برودریک

گروهی که در نهایت تبدیل به گادفلش شد، OPD (Officially Pronounced Dead)، در سال ۱۹۸۲ تشکیل شد، زمانی که بی. سی. گرین و پل نویل، دو نوازندهٔ جوان ساکن در مسکن ارزان املاک شورایی (به انگلیسی: council estate) در شرق بیرمنگام، شروع به آزمایش موسیقی در کنار یک ماشین درام کردند. به زودی در سال ۱۹۸۳ گروه به Fall of Because تغییر نام داد که نام آن برگرفته از آهنگ گروه کیلینگ جوک و فصلی از کتاب آلیستر کراولی بود. بعداً گروه یک درامر اجرای زنده، جاستین برودریک را پیدا کرد که در همان محل اقامت در املاک شورایی با گرین و نویل زندگی می‌کرد و در سال ۱۹۸۴ پس از سازماندهی کنسرتی در میخانۀ پری دریایی در بیرمنگام به گروه پیوست. در آن نمایش Fall of Because، فینال (اولین اثر موسیقایی برودریک) و تجسم اولیهٔ گروه نیپالم دث در حضور جمعی، حدود بیست و پنج نفر اجرا شدند. در ماه‌های بعد از آن کنسرت، برودریک به عنوان نوازندهٔ گیتار به نیپالم دث و در Fall of Because به عنوان یک درامر پیوست و با معرفی آلبوم‌هایی از گروه‌های سوانز، سانیک یوث و دیسچارج به گرین و نویل، صدای دومی را تغییر داد. در آن زمان تنها پانزده ساله، برودریک گفت که او گروه آنها را «غصب» کرده است.
گروه Fall of Because در سال ۱۹۸۶ دمویی با عنوان از بین بردن ضبط کرد که شامل چندین آهنگ بود که تبدیل به آهنگ گادفلش می‌شد. با توجه به اینکه این ضبط‌ها تا سال ۱۹۹۹ به‌طور گسترده در دسترس نبودند، به‌طور گذشته‌نگر توسط ناشر Exclaim!‎ به‌عنوان «وهم‌آور» پیش‌تر از زمان خود شناخته شدند. بعداً در سال ۱۹۸۶، برودریک برای نواختن درام برای گروه Head of David دعوت شد، که منجر به خروج او از نیپالم دث و بلافاصله پس از آن از Fall of Because در سال ۱۹۸۷ شد. سپس، در مارس ۱۹۸۸، او Head of David را به دلیل اینکه به گفتهٔ برودریک، «بیش از حد نویزیک درامر» بود، ترک کرد و با گرین تماس گرفت تا Fall of Because را به عنوان یک گروه دوتایی اصلاح کند. در آن اصلاح، برودریک گیتار را بر عهده گرفت و گروه دوباره به استفاده از یک دستگاه درام برای سازهای کوبه‌ای بازگشت. پس از آن بود که این گروه به گادفلش تغییر نام داد. برودریک نام جدید را با گفتن این جمله توضیح داد: «یک بار شنیدم که یکی می‌گوید موسیقی صدای خداست. کلمهٔ (خدا) چیزی عظیم و غیرقابل تصور را تداعی می‌کند. موسیقی ما بلند و مخرب است.»

### آلبوم چندآهنگه با عنوان گروه، استریت‌کلینر و خالص (۱۹۹۳–۱۹۸۸)
گادفلش با الهام از منظرهٔ شهری تیره و تار بیرمنگام و اکستریم متال که برودریک به گرین معرفی کرد، لحن شدیدتری نسبت به Fall of Because که تحت تأثیر اصلی گروه کیور بود به خود گرفت. در سال ۱۹۸۸، گروه با انتشار نمایشنامهٔ توسعه یافته تحت نام خود، گادفلش (آلبوم چندآهنگه) از طریق ناشر Swordfish در موسیقی زیرزمینی حضور پیدا کرد. آن آلبوم چندآهنگه، منبع اینداستریال متال را در کنار آلبوم استودیویی گروه Ministry در سال ۱۹۸۸ به نام سرزمین تجاوز و عسل در نظر گرفت، ضرب‌های اینداستریال برنامه‌ریزی‌شده، آوازهای تحریف‌شده، گیتار کم و ریف‌های بیس رانندگی را برای ایجاد صدایی که برای شناخته شدن گادفلش می‌کرد، ترکیب کرد.
مدت کوتاهی پس از انتشار گادفلش، گروه یک آلبوم چندآهنگه دیگر با نام اشک‌های کوچک را ضبط کرد که شامل چهار آهنگ کوتاه و خشن بود. با این حال، قبل از اینکه ناشر Swordfish بتواند این آلبوم چندآهنگه را منتشر کند، گادفلش توسط ایریک رکوردز خریداری شد و بنیان‌گذار ناشر، دیگبی پیرسون، برودریک و گرین را متقاعد کرد تا اشک‌های کوچک را کنار گذاشته و از آهنگ‌ها به عنوان آهنگ‌های جایزه در اولین آلبوم کامل خود استفاده کنند. گروه موافقت کرد و در سال ۱۹۸۹ استریت‌کلینر را منتشر کردند که به عنوان یک آلبوم برجسته در موسیقی هوی متال مورد تحسین منتقدان قرار گرفت و به رسمیت شناخته شد. استریت‌کلینر شاهد معرفی مجدد نویل به گروه بود، این بار به عنوان دومین گیتاریست، و این اولین انتشار گروه در ایریک بود. این آلبوم بیشتر صدای گادفلش را مشخص کرد و از دیگر آلبوم‌های متال با تولید غیرعادی که بر ضرب‌های مکانیکی و بیس پرکاشن بیش از گیتار تأکید داشت، متمایز بود. استریت‌کلینر به ویژه سنگین و تاریک در نظر گرفته می‌شود.
از فوریه تا مارس ۱۹۹۱، گادفلش دوباره در استودیو حضور داشت و آلبوم چندآهنگه دولت برده را ضبط می‌کرد، که گروه در حال آزمایش موسیقی رقص و عناصر موسیقی الکترونیکی بیشتری بود. بعداً در همان سال در آوریل، گادفلش اولین تور خود را در آمریکای شمالی (یک مرحله از تور Earache's Grindcrusher) با همتایان خود Nocturnus و نیپالم دث آغاز کردند. به گفته مایک براونینگ از Nocturnus، بیشتر نمایش‌های این تور ۴۵ روزه با حضور ۲۰۰ تا ۳۰۰ نفر برگزار شد. گادفلش اولین کنسرت را به دلیل مسائل مربوط به مجوز از دست داد، اما آنها به تاریخ دوم در محل اجرای موسیقی L'Amour در بروکلین رسیدند. سالن پر بود و وقتی گادفلش روی صحنه رفت، دستگاه درام آنها از کار افتاد و گروه نتوانست ادامه دهد. وقتی دستگاه جایگزینی در نهایت پیدا شد، برودریک و گرین با عجله در چهار آهنگ برنامه‌ریزی کردند تا برای سومین نمایش تور در کلوپ شبانهٔ کانال بوستون آماده شوند. با وجود این مشکلات اولیه، بقیهٔ تور به خوبی پیش رفت و گادفلش به طرز شگفت‌انگیزی با استقبال مثبت روبرو شد. دولت برده در ماه ژوئیه پس از نتیجه‌گیری تور Grindcrusher منتشر شد. در اوت و اکتبر ۱۹۹۱، برودریک و گرین هر دو مهمان در رازهای مدفون (۱۹۹۲)، یک آلبوم چندآهنگه از گروه Painkiller بودند.

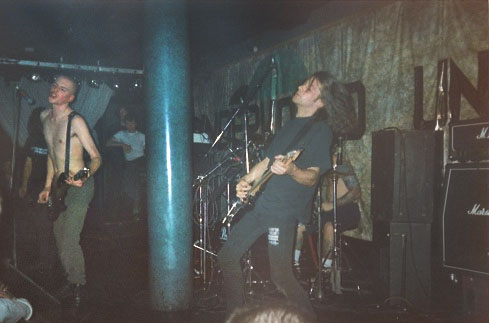
اجرای گادفلش در ۱۰ اکتبر ۱۹۹۱ در باشگاه زیرزمینی در کمدن تاون. از چپ به راست: بی. سی. گرین، جاستین برودریک، رابرت همپسون و میک هریس

با موفقیت‌های استریت‌کلینر و دولت برده، افتتاحیهٔ کنسرت برای گروه نیروانا و تور، گادفلش آلبوم دوم خود را شروع کرد، این بار بدون نویل، که تصمیم گرفت روی پروژهٔ دیگر خود تمرکز کند، که برودریک را به عنوان یک تهیه‌کنندهٔ تکراری معرفی می‌کرد. برای پر کردن جای خالی او، رابرت همپسون از گروه Loop برای نواختن نیمی از آهنگ‌های آلبوم جدید و همچنین در دنیای سرد (۱۹۹۱)، یک آلبوم چندآهنگه که در همان جلسات ضبط شده بود، آورده شد. آلبوم دوم، خالص، در سال ۱۹۹۲ از طریق ناشر ایریک منتشر شد و از آن زمان به عنوان یک انتشار تأثیرگذار در ژانر پست متال شناخته شد. از نظر موزیکال، خالص حتی مکانیکی‌تر از استریت‌کلینر بود، و بیشتر بر دستگاه درام تأکید داشت و تولیدی را به نمایش می‌گذاشت که پرکاشن را با فضایی تیره و تار تقویت می‌کرد. اگرچه آشکارترین آزمایش‌های گادفلش با هیپ‌هاپ و بریک‌بیت‌ها بعداً در دوران حرفه‌ای‌شان انجام شد، عناصر خالص هر دو زیر نالهٔ گیتار، آوازهای فریاد زده و طبل‌های تکراری پرخاشگرانه بودند. این آلبوم در پایان، آزمایش‌های خود را با ساختارهای آهنگ غیر معمول ادامه داد، «دومین خالص»، قطعه‌ای بیست دقیقه‌ای از پهپاد محیطی با ضرب آهنگ غوطه‌ور منتشر شد، همان‌طور که ند راگت از آل‌میوزیک گفت، «مثل یک توپ از دور ضربه می‌زند».
علیرغم نارضایتی برودریک از میکس خالص که «به اندازهٔ کافی سنگین نیست»، بسیاری از منتقدان این آلبوم را بی‌امان می‌دانستند. در یک بررسی مثبت، مایک گیتر از مجلهٔ اسپین نوشت که «هیروشیما احتمالاً سرگرم‌کننده‌تر از خالص بود». در حمایت از آلبوم، گادفلش قصد داشت برای گروه Ministry در یک تور دیگر در آمریکای شمالی افتتاح شود، اما در عوض برای گروه الکترو اینداستریال Skinny Puppy در تور آخرین حقوق آنها (۱۹۹۲) افتتاح شد. باز هم به دلیل مشکلات ورود به ایالات متحده، گادفلش مجبور شد تعدادی از این تاریخ‌ها را لغو کند. آنها بعداً به عنوان سرفصل به آن بازارها بازگشتند تا نمایش‌های از دست رفته را نشان دهند. برودریک به‌طور گذشته‌نگر گفت که این دوره از گروه به عنوان «صادقانه‌ترین بازنمایی از آنچه گادفلش قصد دستیابی به آن را دارد» است.

### بی‌خود، آهنگ‌های عشق و نفرت و ما و آنها (۲۰۰۰–۱۹۹۴)
پس از یک سال فعالیت حداقلی در سال ۱۹۹۳، گادفلش توسط چندین شرکت موسیقی مورد توجه قرار گرفت. به گفته برودریک، دنی گلدبرگ از آتلانتیک رکوردز آنها را به لندن دعوت کرد و تمایل خود را برای خرید گروه ابراز کرد. برودریک در مورد این دوره گفت: «آنها واقعاً فکر می‌کردند که گادفلش می‌تواند ناین اینچ نیلزهای بعدی باشد و ما استادیوم‌های لعنتی را می‌فروشیم. سر و صدا در آن زمان مضحک بود. واضح است که فروش بیشتر از آن بود. همه چیز تبلیغاتی بود.» در نهایت، گروه برای انتشار آلبوم چندآهنگه بی‌رحم در سال ۱۹۹۴، که آهنگ اصلی آن یک آهنگ از Fall of Because بود، به کمپانی بزرگ ضبط کلمبیا رسید. آلبوم چندآهنگه دیگری به نام مسیحا در این جلسات ضبط شد، اما تا سال ۲۰۰۳ از طریق ریلپس رکوردز در مقیاس وسیع منتشر نشد. بعداً در سال ۱۹۹۴، گروه سومین آلبوم خود را به نام بی‌خود منتشر کرد که نشان دهندهٔ تغییر گروه به سمت یک رویکرد تولیدی پیشرفته‌تر و تمرکز بیشتر بر ریف‌های هوی متال سنتی بود. علیرغم اینکه بی‌خود پرفروش‌ترین ضبط گروه با حدود ۱۸۰۰۰۰ نسخهٔ ارسال شده بود، بی‌خود یک ناامیدی تجاری در نظر گرفته شد. این همراه با ممنوعیت له‌کردن روح من اولین موزیک ویدیوی بزرگ گادفلش منجر به پایان همکاری آنها با کلمبیا شد.
گادفلش که پس از کنار گذاشته‌شدن ناگهانی توسط کلمبیا احساس رها شدن می‌کرد، در سال ۱۹۹۵ برای مدت کوتاهی بدون جهت بود. در سال ۱۹۹۶، گروه به ناشر ایریک بازگشت و چهارمین آلبوم استودیویی خود را به نام آهنگ‌های عشق و نفرت ساخت که اولین موسیقی گادفلش بود که با یک درامر انسانی از اوایل کار گروه Fall of Because ساخته شد. براین مانتیا از گروه Praxis طبل تهاجمی و غیر مکانیکی را ارائه کرد. در نگاهی به گذشته، برودریک معتقد بود که آهنگ‌های عشق و نفرت نقطه‌ای است که گادفلش هدف اصلی خود را از دست داد و شروع به ساخت موسیقی «خودآگاه» کرد. زمانی که نوبت به تور آلبوم در سال ۱۹۹۶ رسید، مانتیا برای پیوستن به گروه پرایمس حرکت کرد و گادفلش تد پارسونز از گروه‌های پرانگ و سوانز را برای اجرای تور به جای او استخدام کرد. همراه با انتشار ریمیکس بعدی آلبوم، عشق و نفرت در دوبله (۱۹۹۷)، آهنگ‌های عشق و نفرت از ریشه‌های اینداستریال گادفلش دور شد و با فرمت‌های آواز-کُر معمولی، هیپ هاپ، داب و درام اند بیس آزمایش شد. آلبوم ریمیکس توسط یک کنسرت در ۴ اکتبر ۱۹۹۷ در باشگاه The Garage لندن پشتیبانی شد که در آن برودریک یک دستگاه صداآمیزی را اداره می‌کرد، استیو هاگ گیتار می‌نواخت، گرین، بیس نواخت و دیارموید دالتون از یک سینث‌سایزر موگ پشتیبانی می‌کرد.
این آزمایش با آلبوم بعدی گادفلش، ما و آنها (۱۹۹۹) ادامه و افزایش یافت. در حالی که نواختن درام اجرای زنده دوباره به نفع دستگاه‌های کوبه‌ای کنار گذاشته شد، ما و آنها گروه را دیدیم که بیشتر از قبل با الکترونیک و صدای درام و بیس گرا پیش می‌رود. برودریک به سرعت اعتراف کرد که از آلبوم «نفرت» دارد و این یک «بحران هویت» است. با این حال، با گذشت زمان، او در افکار خود تجدید نظر کرد و گفت که با وجود اینکه هنوز مشکلاتی با آلبوم دارد، نفرتش اغراق شده است. مدت کوتاهی پس از انتشار ما و آنها در سال ۱۹۹۹، گادفلش کار بر روی یک آلبوم ریمیکس پیشنهادی به نام ما و آنها در دوبله را آغاز کرد. در حالی که این آلبوم هرگز منتشر نشد، دو قطعه از آن در مجموعه‌ای در سال ۲۰۰۱ با عنوان به همه زبان‌ها ظاهر شد. همچنین در سال ۱۹۹۹، زندگی آسان است، آلبومی که ضبط‌های گادفلش را با نام Fall of Because گردآوری می‌کرد، در ناشر Alleysweeper منتشر شد و از طریق لیبل Invisible Records مارتین اتکینز توزیع شد.

### سرودها و انحلال (۲۰۰۲–۲۰۰۱)
پس از انتشار مجموعهٔ دوگانهٔ آلبوم به همه زبان‌ها، گادفلش ششمین آلبوم استودیویی خود را به نام سرودها (۲۰۰۱) از طریق چندین ناشر مختلف منتشر کرد. آلبوم، دوباره گادفلش را با یک درامر انسانی دید. پارسونز بازگشت تا سازهای کوبه‌ای زنده و به گفته برودریک، الهام بخش گادفلش را برای ادامه کار فراهم کند. سرودها تغییر چشمگیری را از آزمایش اخیر گادفلش نشان دادند و در عوض مستقیم به قلمروی هوی متال رفتند، تنها با چند آهنگ که تأثیر هیپ هاپ یا الکترونیک را آشکار می‌کرد. برودریک می‌خواست سرودها بیش از هر آلبوم دیگری از گادفلش یک آلبوم راک باشد. آلبوم در یک استودیو حرفه‌ای ضبط شد و یک تهیه‌کنندهٔ خارج از گروه برای نظارت بر روند، دو بار اول برای گادفلش که پارسونز معتقد بود اشتباه بود، وارد شد. با وجود دریافت نقدهای مثبت، محصول نهایی سرودها در نهایت برای برودریک ناراضی کننده بود، به طوری که او آن را به حالتی شبیه به دموهای آن در نسخهٔ ۲۰۱۳ بازگرداند. با ناامید شدن گروه از تولید مشکل سرودها و ترس از تور آینده، آیندهٔ مستقیم گادفلش نامشخص بود.
در اکتبر ۲۰۰۱، همان ماهی که سرودها منتشر شد، برودریک تماسی از گرین دریافت کرد، درست دو هفته قبل از اینکه گادفلش با گروه‌های استرپینگ یانگ لد و فیر فکتوری تور برگزار کنند. از طریق تلفن، گرین از اینکه مجبور بود با وجود اینکه از سال ۱۹۸۲ در این کار بود، برای گروه‌های جوان باز شود، و همچنین مجبور شد برای آلبومی که از بیرون دستکاری شده بود، در یک تور شرکت کند، برای ادامهٔ کار ابراز ناامیدی کرد. گرین با گریه گادفلش را ترک کرد تا به دانشگاه برگردد و روی رابطه‌اش با شریک زندگی‌اش تمرکز کند. برودریک برای کنار آمدن با رفتن دوستش، تمام تلاش خود را صرف حفظ گروه کرد. به سرعت اعلام شد که پل ریون، نوازندهٔ بیس سابق گروه‌های کیلینگ جوک و پرانگ جایگزین گرین خواهد شد. اگرچه این پیکربندی گادفلش ایده‌هایی را برای یک آلبوم استودیویی دیگر به وجود آورد (یعنی استفاده از ریتمی از آلبوم گروه پابلیک انمی «آنها را ببند»)، برودریک «همیشه آگاه بود که آلبوم جدیدی هرگز اتفاق نخواهد افتاد». اندکی پس از این که این تجسم کوتاه مدت گادفلش چند نمایش را اجرا کرد که بعداً برودریک گفت: «احساس کاملاً اشتباهی داشت»، او یک روز قبل از عزیمت برای یک تور دیگر در آمریکای شمالی، این بار با گروه‌های High on Fire و آیسیس دچار یک حمله عصبی شد. او این خرابی را به عنوان یک «لحظه واقعی برایان ویلسون» یاد کرد و گفت: «از استرسی که چندین ماه در حال ایجاد بود احساس فلج کردم و به معنای واقعی کلمه نمی‌توانستم از رختخواب بلند شوم. بی‌حس شده بودم و نمی‌توانستم حرکت کنم، بنابراین وقتی ماشین برای بردن من آمد تا مرا به فرودگاه برساند، دویدم و در خانهٔ دوست دیگری در بیرمنگام پنهان شدم.» همهٔ نمایش‌ها لغو شدند، و گادفلش رسماً در ۱۰ آوریل ۲۰۰۲ منحل شد.
تور لغو شده باعث ایجاد مشکلاتی برای برودریک شد. رابطهٔ سیزده سالهٔ او با دوست دخترش منحل شد، و رانندهٔ اتوبوسی که برای این تور استخدام شده بود زندگی او را تهدید کرد. در وحشت، برودریک خانهٔ خود را دوباره رهن کرد و تقریباً ۳۵۰۰۰ دلار آمریکا جمع‌آوری کرد تا به راننده و هر کس دیگری که تحت تأثیر این لغو قرار گرفته بودند، پرداخت کند. برودریک، در مقطعی از زندگی‌اش، کاری جز کار بر روی موسیقی جدید و متفاوت برایش باقی نمانده بود. او دربارهٔ آن دوره گفت: تنها آرامش من، تنها راه فرار من در آن زمان ضبط اولین آلبوم گروه جسو بود. «جسو»، قطعهٔ پایانی سرودها و تا سال ۲۰۱۴، آخرین آهنگ اصلی گادفلش، با گذری پنهان از آرامش و ملودیک غیر معمول به پایان رسید. پروژهٔ بعدی برودریک، با همان عنوان جسو، از صدای سبک شوگیز استفاده کرد و اولین آلبوم چندآهنگه گروه جدید، درد قلب، در سال ۲۰۰۴ منتشر شد. در محتوای تبلیغاتی درد قلب، پیامی از برودریک چنین بود: «گادفلش مرده است، زنده باد جسو.»

### اصلاحات (۲۰۱۳–۲۰۰۹)
پس از انحلال گادفلش، برودریک و گرین به ندرت صحبت کردند. اگرچه هیچ اختلافی بین دو عضو وجود نداشت، برودریک پروژه را برای همیشه مرده فرض کرد و معتقد بود که علاقهٔ گرین به آن از بین رفته است. صرف نظر از این، برودریک در سال ۲۰۰۹ تصمیم گرفت با پیشنهاد اصلاحات به گرین نزدیک شود، چیزی که مروجین سال‌ها بر آن تأکید داشتند. گرین ظرف چند ساعت به تماس برودریک پاسخ داد و گفت که دوست دارد این کار را انجام دهد. هر دو عضو به سرعت به توافق رسیدند که مهم‌ترین چیز برای یکپارچگی مجدد این است که آنها به یک دستگاه درام برای سازهای کوبه‌ای بازگردند. در نوامبر ۲۰۰۹، زمانی که گادفلش اعلام کرد که در سال ۲۰۱۰ در جشنوارهٔ تابستانی آزاد Hellfest در کلیسون، فرانسه اجرا خواهند کرد، این دیدار عمومی شد. در مصاحبه‌ای در فوریه ۲۰۱۰ در مورد آینده گادفلش، برودریک پاسخ داد: «گادفلش در حال حاضر به هیچ چیز جز Hellfest متعهد نخواهد شد. من مطمئن نیستم که از آنجا به کجا خواهیم رفت، اگر اصلاً به جایی برویم.» او همچنین نشان داد که احتمال مطالب جدید «نسبتاً حداقل» است، اما این احتمال همچنان وجود دارد. اگرچه بعداً، در سال ۲۰۱۴، او اصرار داشت که «در نهایت، کل چیز اصلاحات اساساً در مورد تمایل به ساخت موسیقی جدید بود». در ۱۸ ژوئن ۲۰۱۰، گادفلش برای اولین بار از سال ۲۰۰۱ در Hellfest اجرا کرد. این نمایش مملو از مشکلات فنی بود و به جای شصت دقیقهٔ در نظر گرفته شده به صورت یک مجموعهٔ چهل دقیقه‌ای به پایان رسید. علی‌رغم ناامیدی از اجرای بازگشت، گادفلش در طول سال‌های ۲۰۱۰ و ۲۰۱۱ به اجرای فستیوال‌ها ادامه داد، از جمله نسخهٔ ۲۰۱۱ جشنواره رودبرن در تیلبورخ، هلند، جایی که آنها اولین آلبوم خود را با نام استریت‌کلینر به‌طور کامل اجرا کردند. این اجرا بعدها به عنوان اولین آلبوم زندهٔ گروه استریت‌کلینر: زنده در رودبرن ۲۰۱۱ در سال ۲۰۱۳ منتشر شد.
در دسامبر ۲۰۱۰، برودریک به مجلهٔ دسیبل فاش کرد که گادفلش به تدریج در حال جمع‌آوری ایده‌های جدید برای یک آلبوم استودیویی است. او توضیح داد: «این چیزی است که ما دائماً در مورد آن بحث می‌کنیم، و من تکه‌هایی از مطالب را دارم. اما این چیزی است که ما واقعاً دوست داریم توسعه دهیم. حذف ۸ تا ۱۰ شخصیت بسیار آسان است. آهنگ‌ها را منتشر کنید و آن را در سریع‌ترین زمان ممکن منتشر کنید تا از محبوبیت گروه استفاده کنید، اما کاملاً اشتباه است.» در سال ۲۰۱۱، گادفلش (همراه با گروه‌های بلک سبث، نیپالم دث، جوداس پریست و لد زپلین) توسط پروژهٔ آرشیوی Home of Metal مستقر در بریتانیا به عنوان مشارکت کنندگان مهم ژانر هوی متال شناخته شدند. با جذب این افتخار، برودریک به تأیید وجود آلبوم جدید گادفلش در سال ۲۰۱۲ ادامه داد و گفت که به احتمال زیاد در سال ۲۰۱۳ پس از یک آلبوم چندآهنگه جدید منتشر خواهد شد. در سال ۲۰۱۳، گادفلش اولین ضبط جدید خود را در بیش از دوازده سال، جلدی از گروه Slaughter (لعنت به مرگ) از طریق سری دیسک فلکسی مجلهٔ دسیبل منتشر کرد. دیسک فلکسی در شمارهٔ نوامبر ۲۰۱۳ دسیبل گنجانده شد. بعداً در سال ۲۰۱۳، گادفلش آلبوم خالص را به‌طور کامل در فستیوال رودبرن اجرا کرد و در بخشی از مجموعه، همپسون گیتار را اجرا کرد. در سال ۲۰۱۴، برودریک گفت که انحلال گادفلش بهترین کاری است که آنها تا به حال انجام داده‌اند و اظهار داشت که آلبوم آیندهٔ مورد علاقهٔ او از سال ۱۹۹۴ بی‌خود بوده است.

### دنیایی که فقط با آتش روشن می‌شود (۲۰۲۱–۲۰۱۴)
گادفلش از سال ۲۰۱۲ تا ۲۰۱۴ در استودیوی خصوصی برودریک بود و بر روی هفتمین آلبوم خود کار می‌کرد. این روند به دلیل تعهد برودریک به ساخت یک آلبوم گادفلش مناسب به جای بهره‌برداری توخالی از توجه رسانه‌ای اصلاحات کند بود. پس از یک فرایند طولانی بازبینی، آلبوم چندآهنگه افول و سقوط ۲۰۱۴ و آلبوم دنیایی که فقط با آتش روشن می‌شود در سال ۲۰۱۴ از آن جلسات بیرون آمدند، که در هر دوی آنها برودریک با یک گیتار هشت سیم حضور داشت. این آلبوم اولین آلبوم گروه بود که در ایالات متحده نمودار شد، و با تحسین منتقدان مواجه شد، به دلیل وزن بسیار زیادش مورد تحسین قرار گرفت و به عنوان بازگشت ایده‌آل برای گادفلش مورد تحسین قرار گرفت. از نظر موزیکال، برودریک بیان کرد که دنیایی که فقط با آتش روشن می‌شود بیشتر شبیه به استریت‌کلینر و خالص است و گرین اضافه کرد که از نظر روحی به آن چند نسخهٔ اول نزدیک است. برودریک در مورد صدای آلبوم گفت: «این بسیار مینیمال و بسیار بسیار وحشیانه است - یک ضبط نسبتاً نابخشودنی، واقعاً، من فکر می‌کنم.» افول و سقوط و دنیایی که فقط با آتش روشن می‌شود نسخه‌های اینداستریال سنگین، تحریف‌شده و مبتنی بر ریف بودند که برودریک آن را بازگشتی به سادگی مستقیم شکل اصلی گادفلش می‌دید. تمام ضبط، مهندسی، آثار هنری و بسته‌بندی توسط گادفلش از طریق ناشر خود برودریک، آوالانچ رکوردینگز انجام شد.

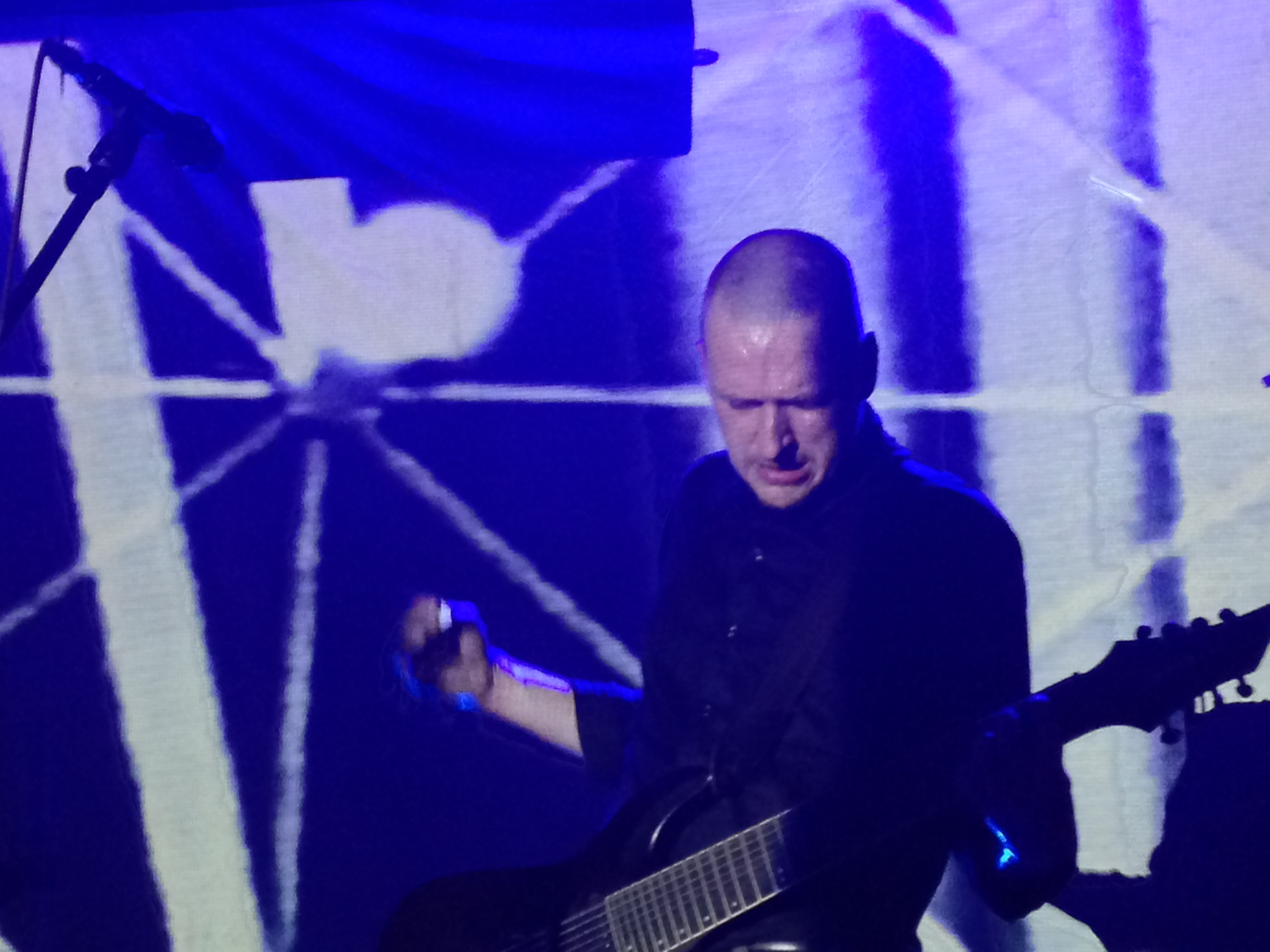
اجرای زندهٔ برودریک با یک گیتار هشت سیم در ۱۷ سپتامبر ۲۰۱۵

پس از تعدادی تور در حمایت از آلبوم دنیایی که فقط با آتش روشن می‌شود و تلاش ناموفق برای انتشار ریمیکس در دوبله با ارائهٔ درامز اضافی توسط پارسونز، گادفلش در سال ۲۰۱۶ برای آلبوم جدید به استودیو بازگشت. ارسال خود، هشتمین آلبوم استودیویی گروه، در ۱۷ نوامبر ۲۰۱۷، اندکی پس از اجرای کامل آلبوم استریت‌کلینر منتشر شد. ارسال خود برخلاف دنیایی که فقط با آتش روشن می‌شود تمرکزش بر بازگشتی عظیم، درونگراتر و بدخلق‌تر بود. بیشتر ریف‌های متال سنتی به نفع فضای، نویز و آزمایش حذف شدند. ارسال خود همانند نسخهٔ قبلی خود، تحسین بالایی دریافت کرد و هر دو در فهرست پایان سال چندین نشریه ظاهر شدند. پس از انتشار ارسال خود، برودریک از مصاحبه اجتناب کرد، به این امید که به شنوندگان زمان بدهد تا نظرات خود را در مورد موسیقی شکل دهند و بخشی از «عرفان» آلبوم را حفظ کنند. گادفلش چند تور کوتاه را آغاز کرد و جشنواره‌های پراکنده‌ای را اجرا کرد، از جمله نسخۀ جشنوارۀ رودبرن ۲۰۱۸ که در آن برای اولین بار تمام آلبوم بی‌خود را به صورت زنده اجرا کردند. برودریک یک ماه را صرف برنامه‌ریزی مجدد سازهای کوبه‌ای آلبوم از ابتدا کرد زیرا قطعات اصلی درام دیگر وجود نداشت. برودریک در مصاحبه‌ای با مجلهٔ فرانسوی نیو نویز گفت که بی‌خود آخرین آلبوم گادفلش بود که او می‌خواست به‌طور کامل آن را اجرا کند.
آلبوم تلفیقی زنده باد جسم جدید، در ژوئیه ۲۰۲۱ منتشر شد. این آلبوم تقریباً تمام مطالب استودیویی گروه را که از زمان اصلاحات در سال ۲۰۱۰ منتشر شده بود، نشان می‌داد. یک نسخهٔ دیجیتال کوتاه شده، جسم جدید در دوبله جلد ۱، که شامل اکثر ریمیکس‌های دوران اصلاحات گادفلش به همراه دو آهنگ منتشر نشده از جلسات آلبوم ارسال خود است، قبل از جمع‌آوری کامل منتشر شد.

### آلبوم پاکسازی (۲۰۲۲–اکنون)
گادفلش کار روی یک آلبوم جدید را تا ژانویه ۲۰۲۲ آغاز کرده بود و آلبوم زندهٔ مستند اجرای خالص در جشنواره رودبرن ۲۰۱۳ با عنوان خالص: زنده، در نوامبر همان سال منتشر شد. نهمین آلبوم استودیویی گروه، پاکسازی، در ژوئن ۲۰۲۳، قبل از تک‌آهنگ «نرو» (به انگلیسی: Nero) منتشر شد.

## سبک و تأثیر

### سبک موسیقی و میراث
آنها با الهام گرفتن از گروه‌های اینداستریال و نویز اولیه مانند ترابینگ گریسل، Whitehouse و همچنین از موسیقی امبینت برایان اینو، گروه نویز راک سوانز، نوآوران پست پانک کیلینگ جوک و همچنین سوزی اند د بنشیز و Public Image Ltd گروه متال بلک سبث و طیف گسترده‌ای از هنرمندان هیپ هاپ مانند پابلیک انمی، Eric B. & Rakim و ران-دی.ام.سی، تأثیر گرفتند. گادفلش از پیشگامان اینداستریال متال و پست متال بودند و به عنوان یک گروه آوانگارد متال و گروه اکستریم متال قابل توجه به حساب می‌آیند. برودریک و گرین هر دو از عنوان اینداستریال متال فاصله گرفته‌اند، اگرچه اذعان دارند که این برچسب در سطح تحت اللفظی دقیق است. آنها گادفلش را ادامهٔ پست پانک می‌دانند، مخصوصاً در مورد تقویت صدای گروه کیلینگ جوک. وقتی در سال ۲۰۰۵ از برودریک پرسیده شد که چه احساسی دارد از اینکه یکی از بنیانگذاران اینداستریال متال است، گفت: «فکر می‌کنم به‌طور تصادفی این سبک را ایجاد کردم. حتی واقعاً نمی‌دانم این سبک چیست، من فقط موسیقی می‌سازم.» او این بیانیه را در سال ۲۰۱۸ با نامیدن اصطلاح اینداستریال متال «محدود کننده» گسترش داد.
صدای گادفلش با ترکیبی از ضربات برنامه‌ریزی شده ماشین درام، بیس پرکاشن و گیتار هوی متال اعوجاج شده مشخص می‌شود. اگرچه گروه بعداً در سال‌های ۱۹۹۶ و ۲۰۰۱ از درامر انسانی برای آهنگ‌های عشق و نفرت و سرودها استفاده کرد (تصمیمی که برودریک معتقد بود هویت موسیقایی گروه را به خطر می‌اندازد)، صدای اولیه گادفلش تحت تأثیر حلقه‌های درام مصنوعی و سفت بود. تمرکز غیر معمول روی بیس در آن نسخه‌های تأثیرگذار اولیه، ریتم‌ها، سینث‌سایزر و نمونه‌برداری به «ماشین» یا «ماشین‌ها» نسبت داده می‌شدند. در ابتدا استفاده از کوبهٔ مکانیکی از سر ناچاری انجام می‌شد. وقتی برودریک دوباره به گروه Fall of Because با گرین ملحق شد تا گادفلش را تشکیل دهد، ضربات مورد نظر او برای نواختن آکوستیک بسیار دشوار بود، بنابراین او در عوض از دستگاه درام Alesis HR-16 استفاده کرد. این تصمیم هم برای گادفلش و هم برای اینداستریال متال به‌طور کلی تعیین‌کننده خواهد بود. روند نوشتن و ضبط گادفلش توسط برودریک هدایت می‌شود و به‌طور کلی بدون کمک یک استودیو یا تهیه‌کنندهٔ حرفه‌ای اتفاق می‌افتد. به گفته برودریک، «۵۰٪ از مطالب گادفلش اغلب از ریتم‌ها و شیارها زاده شده است»" و او فرایند ضبط دستی را «ابتدایی» نامید.
در مورد گام گروه، گرین در مصاحبه‌ای در سال ۱۹۹۷ گفت: «ما تا جایی که می‌توانستیم پایین می‌آمدیم. ما نمی‌توانستیم چیزی بشنویم! اما در نهایت مجبور شدیم آهنگی را برای گام انتخاب کنیم، بنابراین دو دیز ماژور را انتخاب کردیم. کم و سنگین است، اما هنوز هم می‌توانید نت‌ها را تشخیص دهید.» برای آلبوم‌های اولیه گادفلش، گیتارها به B کوک می‌شوند. با شروع آلبوم دنیایی که فقط با آتش روشن می‌شود در سال ۲۰۱۴، برودریک شروع به استفاده از یک گیتار ۸ سیمی با تنظیم F شارپ کرد.
مایک پاتن از گروه‌های فیث نو مور و مستر بانگل یکی از طرفداران صدای گادفلش است و آن‌ها را «به طرز مضحکی سنگین» و «یکی از معدود گروه‌هایی می‌داند که می‌توانند شما را متعجب کنند که آیا باتری استریوی شما در حال تمام شدن است یا خیر». پس از جدایی جیم مارتین از گروه در سال ۱۹۹۳ پاتون از برودریک دعوت کرد تا به عنوان نوازندهٔ گیتار به فیث نو مور بپیوندد. همچنین از او خواسته شد تا مدت کوتاهی پس از تور گادفلش با آنها و گروه تایپ او نگاتیو در ایالات متحده در سال ۱۹۹۴ به گروه دانزیگ بپیوندد. در هر دو مورد، برودریک پیشنهاد را رد کرد و به نفع ادامهٔ اقامت در بریتانیا و کار روی موسیقی خود بود. هنرمندان دیگری مانند متالیکا، فیر فکتوری، کورن، Isis و نوروسیس، پلیکان، Prurient و هلمت، پرانگ، نیل‌بامب، کد اورنج، Mortiis و دوین تاونسند و Converge از گادفلش الهام گرفتند، و سال ۲۰۱۴ در وبگاه خبری MetalSucks نوشتند. «همه از گروه ناین اینچ نیلز گرفته تا فیر فکتوری و Batillus احتمالاً چند چک به آنها بدهکار هستند». علیرغم تحسین منتقدان و نوازندگان دیگر، گادفلش تنها موفقیت تجاری حداقلی را تجربه کرده است. در سال ۲۰۰۲، اندکی قبل از انحلال گروه، برودریک گفت که هیچ توهمی در مورد فروش استادیوم‌ها ندارد. هدف گادفلش به گفته او صرفاً انتشار آلبوم‌های خوب بود.

### سبک بصری
برودریک و گرین که به سینمای ترسناک و خانه هنری علاقه داشتند، ارجاعات زیادی به این گونه فیلم‌ها در گادفلش وارد کردند. تصویری که در قسمت جلوی آلبوم چندآهنگه گادفلش در سال ۱۹۸۸ قرار دارد، عکسی از فیلم دومی‌های جان فرانکن‌هایمر محصول ۱۹۶۶ است. جلد آلبوم استریت‌کلینر تصویری از فیلم احوال دگرگون‌شده، یک فیلم ترسناک محصول ۱۹۸۰ توسط کارگردان کن راسل است، و نت‌های لاین آلبوم دارای فریم‌هایی از کله‌پاک‌کن دیوید لینچ (۱۹۷۷) است. جلد بی‌رحم از فیلم تجربی سایه‌های نیمروز محصول ۱۹۴۳ توسط مایا درن گرفته شده است. برودریک بارها از فیلم دیگری از راسل به نام شیاطین (۱۹۷۱) به عنوان تأثیری از صدای گادفلش یاد کرد. علاوه بر این، گادفلش در سال ۱۹۹۵ در فیلم مخفیگاه ظاهر شد. در یکی از صحنه‌های باشگاهی فیلم، برودریک و گرین را می‌توان در حال اجرا روی صحنه در پس‌زمینه و اجرای آهنگ «نیهیل» از آلبوم دنیای سرد مشاهده کرد.
جدا از سینما، شمایل نگاری مسیحی به اطلاع‌رسانی سبک بصری گادفلش کمک کرد. برودریک که در اصل ضد مذهبی بود، کلیساها و تصاویر مربوط به آنها را ترسناک می‌دانست. برودریک در مصاحبه‌ای در سال ۲۰۰۶ گفت: «تصورات دین، احساسی مانند وقتی وارد کلیسای جامع می‌شوید، احساس ارعاب عظیمی که از دین مسیحی به شما دست می‌دهد - به نظر من همه چیز مربوط به مذهب کاملاً وسواسی است.» برودریک این مکان عبادت را «خفه‌کننده» و «تنگناهراسی» توصیف کرد و گفت که نقش زیادی در شکل‌گیری سبک گادفلش داشت. جلدهای استریت‌کلینر، آهنگ‌های عشق و نفرت، عشق و نفرت در دوبله و دنیایی که فقط با آتش روشن می‌شود چنین تصاویر مسیحی را به نمایش می‌گذارند، مانند اجراهای زندهٔ گادفلش.

### سبک آوازی و تم‌های غزلی
آوازهای اولیهٔ گادفلش به صورت جیغ‌زدن و دث گرول، و اشعار کمیاب بود. با گذشت زمان، تحول برودریک گسترش یافت و شامل آواز خواندن، نرم‌تر و لحظات ملودی شد، همه چیزهایی که او با جسو بیشتر به بررسی آنها می‌پردازد. آهنگ‌های عشق و نفرت و سرودها بیشترین وفور آواز گادفلش را دیدند، در حالی که دنیایی که فقط با آتش روشن می‌شود و ارسال خود به سبک عمدتاً مختصر برودریک بازگشتند. صدای برودریک با جاز کلمن خوانندهٔ کیلینگ جوک مقایسه شده است، که علاوه بر کلوین موریس از دیسچارج و کارهای اولیه مایکل گیرا با سوانز، تأثیر آوازی خودخوانده‌ای دارد. اشعار گادفلش مرموز، تاریک و به‌طور کلی پراکنده هستند. بسیاری از مضامین گادفلش با درگیری درونی، خشونت، تخریب، فساد، مذهب، از دست دادن، افراط‌های عاطفی و ترس سروکار دارند. در سال ۲۰۱۲، برودریک اظهار داشت که آواز خواندن برای او «یک شر ضروری» است و او هرگز احساس نمی‌کند که می‌تواند آن را به درستی انجام دهد. نقش آوازخوان صرفاً به این دلیل بود که به اندازه کافی جسور بود که به میکروفون نزدیک شود.
سایمون رینولدز از مجلهٔ Melody Maker در یک بررسی در سال ۱۹۹۰ از آلبوم چندآهنگه خود گروه اشاره کرد که موسیقی گادفلش علیه مردانگی آشکاری که در اکثر متال‌ها وجود دارد، شورش کرد. او نوشت: «به جای اینکه خود را زنانه کنند، ترجیح می‌دهند مردانگی‌شان شکست بخورد، بدن قوی‌شان خرد و پودر شود». برودریک این احساس را در همان سال تکرار کرد و به «جشن ایگوی مردانه که بیشتر متال را به همراه دارد» توهین کرد و گادفلش را از بیان مردانه دور کرد. او در سال ۲۰۱۲ موضع خود را تقویت کرد و گفت: «گادفلش آن مرد همه چیز فاتح نیست، روی صحنه با شمشیر لعنتی و گفت که آنها (تجاوز و غارت) خواهند کرد. کمدی ناب.» در طول کار گروه، برودریک به تأکید بر کیفیت دفاعی موسیقی بر کیفیت تهاجمی آن ادامه داد و از پرخاشگری به عنوان سپری در برابر آسیب‌های روانی جهان یاد کرد.
برودریک از غزلیات و مضمون‌های لئونارد کوهن الهام گرفته است. هر دو هنرمند آلبومی با عنوان ترانه‌های عشق و نفرت دارند و قطعهٔ گادفلش «آهنگ استاد اولانج» ترکیبی از دو عنوان آهنگ کوهن است. گادفلش در آهنگ موترا (از خالص) شعر «درد تو اینجا اعتبار نیست / فقط سایه زخم من است» از آهنگ «اولانج» در آلبوم یادشده کوهن به عاریت گرفته است.

## اجراهای زنده

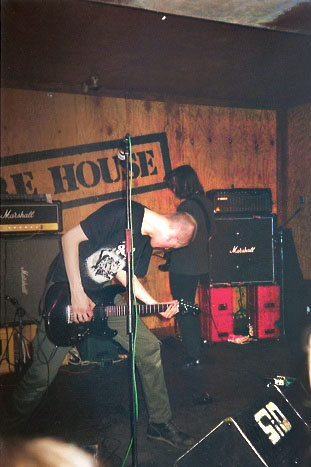
اجرای گادفلش در ورهوس در داربی، ۲۵ مارس ۱۹۹۲

گادفلش معمولاً به صورت دو نفره اجرا می‌کند، با گرین بیس می‌نوازد و برودریک هم گیتار و هم آواز را ارائه می‌کند در حالی که ضربات کوبه‌ای روی بلندگوها پخش می‌شود، اغلب با صدای بسیار بالا. با این حال، این ترکیب در طول زندگی حرفه‌ای گروه ثابت نبوده است. در کنسرت‌های حمایت از آلبوم استریت‌کلینر، نویل گه گاه روی صحنه می‌آمد و گیتار دوم می‌نواخت، و همپسون همین کار را برای آلبوم خالص انجام داد. برای تورهای حمایت از آلبوم‌های بی‌خود، آوازهای عشق و نفرت و سرودها، گروه با یک درامر اجرای زنده نوازندگی می‌کرد، اگرچه برودریک معتقد بود که این ادغام یک گام اشتباه است. در مصاحبه‌ای در سال ۲۰۱۴، او توضیح داد که اضافه شدن ضربی مانتیا و پارسونز «چیزی شگفت‌انگیز» را برای گادفلش به ارمغان آورد، اما نام گروه باید تغییر می‌کرد تا تمرکز اصلی بر درام‌های ماشینی کمرنگ نشود. تعداد انگشت شماری از نوازندگان دیگر به‌طور خلاصه با گادفلش اجرا کرده‌اند: میک هریس در سال ۱۹۹۱؛ دیارموید دالتون در سالهای ۱۹۹۷، ۱۹۹۹ و ۲۰۰۱؛ استیو هاف در ۱۹۹۷ و ۱۹۹۹ و پل ریون و جاز کلمن از کیلینگ جوک در سال ۲۰۰۲.
نمایش صحنه‌ای گروه، مانند موسیقی آنها، مینیمال و متمرکز است. گادفلش فقط گهگاه از ماشین دود استفاده می‌کند و چراغ‌ها عموماً ساکن هستند. توبی کوک از مجلهٔ آنلاین The Quietus این رویکرد غیرمعمول را در بررسی یک کنسرت در سال ۲۰۱۴ برجسته کرد و نوشت: «بیش از حد روشن و بدون یخ خشک در دید، آنها به طرز نگران کننده‌ای در معرض دید به نظر می‌رسند». تصاویری از پراکندگی شهری صنعتی، شمایل نگاری مسیحی و مناظر آخرالزمانی در پروژکتور می‌چرخند. خود موسیقی به‌عنوان پر سر و صدا و طاقت‌فرسا ارائه می‌شود، به طوری که برخی از منتقدان صدا را حتی از کارهای استودیویی گروه نیز ناهنجارتر و ناهماهنگ‌تر می‌دانند. وقفه بین آهنگ‌ها معمولاً با بازخورد صوتی پر می‌شود و گروه به ندرت با جمعیت صحبت می‌کند. برودریک در پاسخ به سؤالی در مورد حضور کم‌حرف گادفلش در صحنه گفت: «من با مردم ارتباط برقرار نمی‌کنم. ما فقط موسیقی می‌سازیم. ما روی صحنه می‌آییم و به هیچ‌کس چیزی نمی‌گویم. و این به تنهایی مردم را واقعاً دیوانه کرد. به نظر من واقعاً عجیب است، نمی‌توانم باور کنم که مردم یک گروه را انکار کنند، زیرا من به آنها نمی‌گویم که امشب چقدر به آنها اردنگی (به انگلیسی: kick their asses) می‌زنم.
در مصاحبه‌ای در سال ۲۰۱۱، برودریک اجرای زنده را «یک شر ضروری» خواند که «به ندرت درست است و اغلب اشتباه است»، اما در عین حال گفت که گادفلش «حتی احتمالاً بیشتر یک گروه زنده است تا یک گروه ضبط شده.» زیرا این نقص‌ها فقط برای برجسته‌کردن هرج و مرج ساینده موسیقی کار می‌کنند (که این چیزی است که منتقدان نیز متوجه شده‌اند). برودریک ادامه داد که این «خشم» گادفلش بود که باعث شد آن را در یک محیط زنده اجرا کند.

## اعضا

### اعضای فعلی
- جاستین برودریک – گیتار، آواز، برنامه‌نویسی (۲۰۰۲–۱۹۸۸، ۲۰۰۹–اکنون)، درام (۱۹۸۷–۱۹۸۴)
- بی. سی. گرین – بیس، برنامه‌نویسی (۱۹۸۷–۱۹۸۲، ۲۰۰۱–۱۹۸۸، ۲۰۰۹–اکنون)

### اعضای پیشین
- پل نویل – گیتار (۱۹۸۷–۱۹۸۲، ۱۹۹۱–۱۹۸۹)
- رابرت همپسون – گیتار (۱۹۹۲–۱۹۹۱)
- براین مانتیا – درامز (۱۹۹۶–۱۹۹۴)
- تد پارسونز – درامز (۲۰۰۲–۱۹۹۶)
- پل ریون – بیس (۲۰۰۲)

### اعضای پیشین تور
- میک هریس – درامز (۱۹۹۱)
- استیو هاف – گیتار (۱۹۹۷، ۱۹۹۹)
- دیارموید دالتون – نوازندهٔ کیبورد (۱۹۹۷، ۱۹۹۹، ۲۰۰۱)

## ترانه‌شناسی
- استریت‌کلینر (۱۹۸۹) Streetcleaner
- خالص (۱۹۹۲) Pure
- بی‌خود (۱۹۹۴) Selfless
- آهنگ‌های عشق و نفرت (۱۹۹۶) Songs of Love and Hate
- ما و آنها (۱۹۹۹) Us and Them
- سرودها (۲۰۰۱) Hymns
- دنیایی که فقط با آتش روشن می‌شود (۲۰۱۴) A World Lit Only by Fire
- ارسال خود (۲۰۱۷) Post Self
- پاکسازی (۲۰۲۳) Purge